# Un métier sérieux
Pour plus de détails, voir Fiche technique et Distribution.
Un métier sérieux est une comédie dramatique française écrite et réalisée par Thomas Lilti, sortie en 2023.

## Synopsis
Benjamin Barrois est un jeune doctorant qui n'a pas réussi à obtenir de bourse d'études. Ayant besoin d'argent et sous la pression de son père, il accepte un poste de professeur de mathématiques au collège Victor Hugo en région parisienne, malgré son inexpérience. Sans avoir reçu de formation, il va découvrir un métier difficile au sein d'une institution en péril. Benjamin va cependant faire la connaissance d'un groupe d'enseignants avec lesquels il va tisser des liens étroits.
Benjamin est pris sous son aile par Pierre Etcheverel, un professeur de français expérimenté, qui a des problèmes avec son fils. Benjamin se lie également avec le facétieux prof d'anglais Fouad Medaoui, ainsi qu'avec Meriem. Cette dernière, séparée, tente de mener sa vie professionnelle et de gérer la vie de son fils. Sandrine, professeure de SVT au bord du burn-out, a également des soucis avec son fils adolescent. Mais toute l'équipe s'unit au quotidien pour faire face aux difficultés de leur métier.

## Fiche technique
Sauf indication contraire, les informations mentionnées dans cette section peuvent être confirmées par les bases de données cinématographiques IMDb et Allociné,  présentes dans la section « Liens externes ».
- Titre original : Un métier sérieux
- Titre anglophone : A Real Job
- Réalisation et scénario : Thomas Lilti
- Musique : Jonathan Morali
- Décors : Philippe van Herwijnen
- Costumes : Dorothée Guiraud
- Photographie : Antoine Héberlé
- Montage : Gwen Mallauran et Matthieu Ruyssen
- Production : Emmanuel Barraux et Agnès Vallée
- Sociétés de production : 31 Juin Films et Les Films du Parc ; coproduit par France 2 Cinéma et Le Pacte ; en association avec 8 SOFICA
- Société de distribution : Le Pacte (France)
- Budget : 7,6 millions d'euros[réf. nécessaire]
- Pays de production :  France
- Langue originale : français
- Format : couleur
- Genre : comédie dramatique
- Durée : 101 minutes
- Date de sortie[2] :
  -  France : 13 septembre 2023[3]

## Distribution
- Vincent Lacoste : Benjamin Barrois, professeur de mathématiques
- François Cluzet : Pierre Etchevegaray, professeur de français
- Adèle Exarchopoulos : Meriem Bayan, professeure de mathématiques
- Louise Bourgoin : Sandrine Deleyziat, professeure de SVT
- William Lebghil : Fouad Medaoui, professeur d'anglais
- Lucie Zhang : Sophie, la prof débutante
- Théo Navarro-Mussy : Sofiane Amara, professeur d’EPS
- Léo Chalié : Alix, professeure d'EPS
- Mustapha Abourachid : M. Baderos, le principal
- Hubert Myon : l'adjoint du principal
- Bouli Lanners : le père de Benjamin
- Justine Bachelet : Anna, la sœur de Benjamin
- Valérie Crouzet : Sophie, l'épouse de Pierre
- Jérémy Gillet : Simon, le fils de Pierre
- Foëd Amara : l'ex de Meriem
- Ezechiel Marie : le fils de Meriem
- Sylvie Lachat : Sylvie
- Christophe Ntakabanyura : Christophe
- Michael Perez : Jérémie
- Laurence Huby : l'inspectrice
- Martin Tronquart : un type dans le RER
- Elliot Daurat : le fils de Sandrine
- Arsen Cheruel : Meilleur ami D’Enzo
- Bilel Souidi : Enzo, élève intimidant
- Saida Khaoua : la mère d'Enzo
- Chabane Hamidi : le père d'Enzo
- Enzo Nim : Évan, élève turbulent
- Baker Diombana : Malcolm

## Production
Le tournage du film a eu lieu en mars et avril 2022. Il s'est principalement déroulé en Île-de-France, notamment pour les scènes au collège pour lesquels la production a tourné dans des établissements scolaires à Vitry-sur-Seine, Pantin et Meudon. La sortie scolaire a eu quant à elle pour cadre le Cotentin.

## Sortie et accueil

### Critique
Selon le journal Sud Ouest, Un métier sérieux est un film sur « la vocation et l’esprit de groupe » décrivant le « plaisir de transmettre » dans les lycées et collèges.

### Box-office
Durant sa première semaine d'exploitation, du 13 au 19 septembre 2023, le film réalise 215 443 entrées en France.

## Distinction

### Sélection
- Festival international du film de Saint-Sébastien 2023 : sélection Hors compétition